# Cunard Line
Cunard Line (udtales 'kju-nard) er et britisk-amerikansk rederi, som i dag har de tre store krydstogtskibe Queen Mary 2, Queen Elizabeth og Queen Victoria, og som gennem mere end et århundrede, frem til ruteflyenes fremkomst i 1960-erne, med store oceanskibe stod for en væsentlig del af den nordatlantiske passagertrafik mellem USA og Storbritannien. Rederiet, som i dag ejes af det store krydstogtselskab Carnival Corporation & plc, har hovedkvarter i Southampton i England, mens skibene siden 2011 er hjemmehørende på Bermuda.
I 1839 fik rederen Samuel Cunard fra Halifax i Canada kontrakt med briterne på postsejlads over Atlanten, og året efter stiftede han British and North American Royal Mail Steam-Packet Company, sammen med den berømte skotske dampskibsbygger Robert Napier. Man begyndte med fire hjuldampere på ruten mellem Liverpool, Halifax og Boston, og gennem de næste tre årtier var flere af rederiets skibe hurtigst over Atlanten og dermed indehaver af det prestigefyldte Blå Bånd. I 1870-erne sakkede man bagud i forhold til konkurrenterne White Star Line og Inman Line, og for at skaffe ny kapital blev rederiet omdannet til et aktieselskab og omdøbt til Cunard Steamship Company, Ltd.
I 1902 blev White Star Line overtaget af det amerikansk-ejede International Mercantile Marine Co., og som modtræk stillede den britiske regering sig nu bag Cunard, bl.a. med støtte til bygning af to nye superlinere: Mauretania var indehaver af det Blå Bånd i årene 1909 til 1929; søsterskibet Lusitania blev i 1915 sænket af en tysk ubåd, hvilket var medvirkende til at USA trådte ind i 1. Verdenskrig. I slutningen af 1920-erne mærkede Cunard i stigende grad konkurrence fra tyske, italienske og franske superlinere, men efter børskrakket i Wall Street i 1929 måtte man opgive planer om at færdiggøre en ny superliner. I 1934 trådte den britiske regering dog til med et lån, så at Cunard kunne færdiggøre Queen Mary og senere bygge søsterskibet Queen Elizabeth, på den betingelse, at Cunard slog sig sammen med det nu nødlidende White Star Line, under navnet Cunard-White Star Ltd. Cunard ejede to trediedele af selskabet, og i 1947 opkøbte man White Stars aktier; fra 1950 hed rederiet blot Cunard Line.
Efter 2. Verdenskrig genvandt Cunard sin førerrolle på den atlantiske passagertrafik, og i midten af 1950-erne havde rederiet 12 skibe på ruter mellem Storbritannien, Canada og USA. Fra 1958 blev jetdrevne rutefly en stadig større konkurrent til superlinerne, og fra 1968 besejlede Cunard kun de transatlantiske ruter om sommeren og sejlede ellers med krydstogtturister. De to store 'dronninger' fra 1930-erne blev erstattet med Queen Elizabeth 2 (QE2), som var designet til begge formål.
I 1998 blev Cunard købt af Carnival Corporation og stod i 2012 for 8.7% af firmaets omsætning. I 2003 blev QE2 på de transatlantiske ruter erstattet af Queen Mary 2 (QM2), og rederiet har også skibene Queen Victoria (QV) og Queen Elizabeth (QE). For tiden er Cunard det eneste rederi som sejler faste passager-ruter mellem Europa og Nordamerika.